# Pixel 3
Pixel 3及Pixel 3 XL是由Google於2018年10月9日發佈的Android智能手机。该手机于2018年10月18日在美国发售，其他国家和地区则于2018年11月1日发售。该款手机是Pixel 2和Pixel 2 XL的后继机型。
考虑到Pixel 3系列的销量逐渐减少，2019年5月7日，Google在I/O大会公布了Pixel 3的中端机型Pixel 3a和Pixel 3a XL，这两款手机于同日在美国发售。2019年10月15日，Pixel 3的继任者Pixel 4发布。